# Grigore Moldovan
Grigore Moldovan (n. 12 martie 1845, Gherla – d. 6 august 1930, Cluj) a fost un folclorist, traducător, gazetar și profesor universitar român transilvănean, titular al catedrei de limba și literatura română la Universitatea Franz Josef din Cluj, decan al Facultății de Filologie, iar în perioada 1906–1907, rector al universității clujene.

## Viața
A urmat Liceul Romano-Catolic din Cluj, unde s-a remarcat ca redactor al revistelor școlare „Hajnal" (în maghiară) și „Speranția" (în română). După studii de drept făcute la Universitatea din Cluj, a funcționat ca inspector școlar al comitatului Turda-Arieș între anii 1876–1886. În perioada 1886–1919 a fost profesor de limba și literatura română la Universitatea Francisc Iosif din Cluj, iar în 1892–1893 și 1902–1903 a fost decanul Facultății de Filologie. În anul universitar 1906–1907 a fost rectorul universității. 
Din 1889 a lucrat  ca raportor pentru secția română a Societății Etnografice a Ungariei.

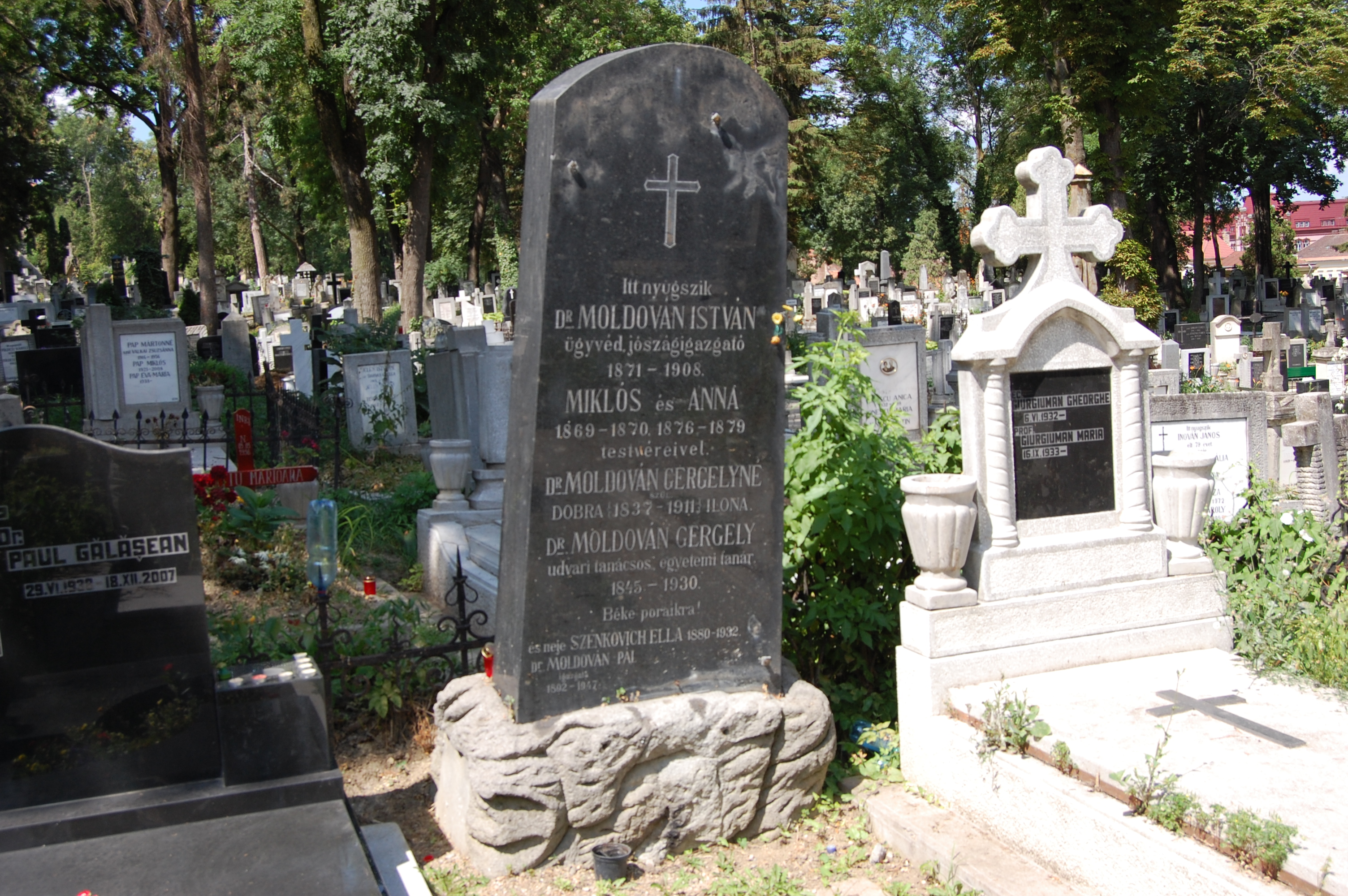
Mormântul lui Grigore Moldovan, din cimitirul Hojongard, din Cluj-Napoca

Este înmormântat la Cluj în Cimitirul Hajongard.

## Activitatea
Primele sale scrieri au apărut în revistele „Aurora română", „Familia" și „Umoristul". După unele divergențe de opinie despre relația româno-maghiară, a rupt legăturile sale cu publicațiile românești în 1871. După această dată a publicat numai în periodicele maghiare. Între anii 1891-1898 a scos la Cluj revista „socială-științifică-literară" cu titlul Ungaria, revistă editată în limba română, cu suplimentul intitulat „Román-magyar Szemle"  în limba maghiară. Grigore Moldovan a fost redactor și editor al revistei.
Moldovan s-a considerat patriot român, care prin activitatea sa a slujit apropierea dintre români și maghiari și a cunoașterii reciproce. A publicat studii și articole despre personalități ale literaturii române (Vasile Alecsandri, Dimitrie Bolintineanu, Gheorghe Șincai, Andrei Mureșanu) sau despre dezvoltarea nuvelisticii, a romanului și teatrului românesc. Aceste scrieri publicate în periodicele din ultimele decenii ale secolului al XIX-lea, au fost adunate în două volume publicate sub titlul A románság (Românii) publicate în anii 1895 și 1896. Ca folclorist, Moldovan a elaborat o serie de studii despre diferite aspecte ale folclorului literar românesc. S-a ocupat și de poezia populară română.
A publicat un număr însemnat de traduceri din folclorul românesc în două volume. A participat la realizarea monografiei comitatului Alba de Jos, ca autor al volumului consacrat românilor din acest județ. În tinerețe a scris și poezii modeste, mai reușite au fost nuvelele și povestirile sale inspirate din viața satului românesc, dar mai ales piesele de teatru Szép Ilona (1878), A falu ládája (1881) și Flórika szerelme (1901), piese jucate cu succes pe scena teatrelor maghiare ale epocii.

## Opera

### Cărți
- Nyílt levelek Urechia A. Lászlóhoz (Scrisori deschise către V.A. Urechia), Cluj, 1894;
- A románság (Românii), I-II, Nagybecskerek, 1895-1896;
- Alsófehér vármegye román népe (Poporul român din comitatul Alba de jos) (Nagyenyed, 1899)
- A magyarországi románok (Românii din Ungaria), Seghedin, 1913;
- Saguna András (Andrei Șaguna), Budapesta, 1916.

### Traduceri
- Román népdalok és balladák (Cântece populare românești și balade), Cluj, 1872;
- Román közmondások (Proverbe românești), Cluj, 1882;
- Koszorú a román népköltészet virágaiból (Cunună din florile folclorului românesc), Cluj, 1884.